# Луистон (Ајдахо)
Луистон (енгл. Lewiston) град је у америчкој савезној држави Ајдахо.

## Демографија
По попису из 2010. године број становника је 31.894, што је 990 (3,2%) становника више него 2000. године.
| Група             | 2000.          | 2010.          |
| Белци             | 29.069 (94,1%) | 29.452 (92,3%) |
| Афроамериканци    | 92 (0,3%)      | 106 (0,3%)     |
| Азијати           | 236 (0,8%)     | 255 (0,8%)     |
| Хиспаноамериканци | 590 (1,9%)     | 904 (2,8%)     |
| Укупно            | 30.904         | 31.894         |